# Unleash the Fury
Unleash the Fury è il tredicesimo album pubblicato nel 2005 dal chitarrista svedese Yngwie Malmsteen.

## Tracce
Tutte le tracce sono state scritte da Yngwie Malmsteen.
1. Locked & Loaded – 3:46
2. Revolution – 4:17
3. Cracking the Whip – 3:50
4. Winds of War (Invasion) – 5:05
5. Crown of Thorns – 4:24
6. The Bogeyman – 3:57
7. Beauty and a Beast – 3:18
8. Fuguetta (strumentale) – 1:01
9. Cherokee Warrior – 5:29
10. Guardian Angel (strumentale) – 3:20
11. Let the Good Times Roll – 4:03
12. Revelation (Drinking with the Devil) – 5:38
13. Magic and Mayhem (strumentale) – 4:39
14. Exile – 3:52
15. The Hunt – 4:20
16. Russian Roulette – 4:10
17. Unleash the Fury – 5:42
18. Paraphrase (strumentale) – 3:49

## Formazione
- Yngwie J. Malmsteen - chitarra, basso, sitar
- Doogie White - voce
- Joakim Svalberg - tastiere
- Patrick Johansson - batteria